# Parafia greckokatolicka pw. Opieki Matki Bożej w Szczecinie
Parafia greckokatolicka pw. Opieki Matki Bożej w Szczecinie – parafia greckokatolicka w Szczecinie. Parafia należy do eparchii wrocławsko-koszalińskiej i znajduje się na terenie dekanatu koszalińskiego.

## Historia parafii
Parafia greckokatolicka pw. Opieki Matki Bożej funkcjonuje od 1957 r., księgi metrykalne prowadzone są od 1957 r.

## Świątynia parafialna
Cerkiew greckokatolicka znajduje w Szczecinie przy ul. Mickiewicza 43.

## Duszpasterstwo
Duszpasterze:
- ks. Włodzimierz Borowiec (1957-1974)
- o. Andrzej Szagała OSBM (1974-1982),
- o. Orest Pidłypczak OSBM (1982-1985),
- ks. Roman Wruszczak (1985-1987),
- ks. Mirosław Trojanowski (1988-1989),
- ks. Józef Ulicki (1989-1990),
- ks. Dariusz Wowk (1990-2000),
- ks. Jan Klucznik (2000-2001),
- ks. Bogdan Drozd (2001-2008) i ks. Mykołaj Kostećkyj (2006-2007),
- ks. Włodzimierz Kucaj (administrator 2007-2008)
- ks. Robert Rosa od 2008